# 釜山站 (釜山地铁)
釜山站（：／ Busan yeok */?）是大韓民國釜山地鐵1號線沿線的一座地下車站，位於釜山廣域市東區草梁洞。

## 車站結構
站體為2面2線側式月台的地下車站，候車月台設有全高式月台門，並有9處出口。

### 月台配置
| 中央 ↑ |
| \| 上  |
| ↓ 草梁 |

| 月台 | 路線               | 目的地                                     |
| ---- | ------------------ | ------------------------------------------ |
| 上行 | ●釜山都市铁道1号线 | 中央、南浦、沙下、新平、多大浦海水浴場方向 |
| 下行 | ●釜山都市铁道1号线 | 西面、蓮山、東萊、老圃方向                 |

## 歷史
- 1987年5月15日－落成啟用。

## 車站周邊
- 韓國土地住宅公社釜山蔚山地區分社
- 大韓航空釜山分公司
- 唐人街
- 釜山華僑中學

## 相鄰車站
釜山交通公社
●釜山都市铁道1号线
中央（112）－釜山站（113）－草梁（114）

## 外部連結
- 釜山都市铁道釜山站 （页面存档备份，存于） 